# Andreas Landgren
Sven Andreas Landgren (n. Helsingborg, Suecia, 17 de marzo de 1989) es un futbolista sueco. Juega de defensa y también de mediocampista y actualmente milita en el Helsingborgs IF de la Superettan de Suecia. Es el hijo del exjugador del Helsingborgs IF, Sven-Åke Landgren y Además, Fue seleccionado sueco sub-21, con el cual participó en el campeonato europeo de dicha categoría, a nivel de selecciones en el 2009.

## Clubes
| Club            | País         | Año           |
| --------------- | ------------ | ------------- |
| Helsingborgs IF | Suecia       | 1995 - 2009   |
| Udinese         | Italia       | 2009 - 2010   |
| Willem II       | Países Bajos | 2010-2011     |
| Fredrikstad FK  | Noruega      | 2011-2013     |
| Halmstads BK    | Suecia       | 2013          |
| Helsingborgs IF | Suecia       | 2014-presente |